# Nationalisme islandais

Drapeau de l'Islande.

Le nationalisme islandais (en islandais : Þjóðernishyggja, signifiant « nationalisme ») est une idéologie politique soutenant l'existence de l'Islande en tant que nation. Il se fonde sur l'idée de la résurrection de l'État libre islandais et sur ses valeurs (ou ce qui s'y rattache) : la démocratie, la liberté individuelle, l'indépendance du pays et le respect des traditions culturelles et religieuses, en particulier de la langue longtemps préservée. Ces idées sont souvent encodées dans l'expression populaire land, þjóð og tunga (« terre, peuple et langue »). Historiquement, les Islandais voient dans leur république actuelle la réincarnation de l'ancien État libre, et c'est pourquoi le nationalisme islandais repose aujourd'hui sur la préservation des acquis du mouvement indépendantiste. Ainsi, le sentiment nationaliste islandais, qui comporte certains aspects de nationalisme civique et ethnique, est très respectueux des pouvoirs parlementaires démocratiques (voir Althing) et sceptique quant aux influences étrangères en Islande, ce qui explique en partie la faible volonté du pays d'adhérer à l'Union européenne.

## Histoire
Le nationalisme islandais naît principalement au XIXe siècle, à une époque où le pays était sous l'hégémonie danoise. Il naît non seulement de la fierté acquise des réalisations de l'Islande au cours du Moyen Âge et du désir d'embrasser les particularités culturelles islandaises, mais aussi de la réaction au libéralisme économique croissant du gouvernement danois et donc de la défense de la vie paysanne islandaise. Une des figures du nationalisme islandais est Jón Sigurðsson, personnalité du XIXe siècle et dont la République islandaise moderne déclara l'indépendance le 17 juin 1944, jour de son anniversaire.